# Iglesia de San Vicente (Malla)
La iglesia de San Vicente de Malla (en catalán Sant Vicenç de Malla) está situada en la población de Malla en la comarca catalana de Osona.

## Historia
Se nombra como iglesia parroquial en el año 1052 y años más tarde recibe una donación importante para su reconstrucción. El obispo de Vich, Ramon Xetmar, consagró un altar dedicado a Santa María en 1191.
En el siglo XIV fue transformada, abriendo en los muros laterales unas capillas dedicadas a San Pedro, San Félix y San Juan. A principios del siglo XX se cambió la orientación de la iglesia, colocando una puerta en el lugar en que se encontraba el ábside principal. Finalmente, en una restauración hecha por la Diputación de Barcelona en los años 1983-1984, se intentó recuperar el antiguo aspecto que tenía antes del cambio de la orientación.

## El edificio
La iglesia románica tiene planta basilical con tres naves paralelas sin transepto. Están cubiertas con bóvedas de cañón la central y la meridional, mientras que la del norte tiene en su primer tramo una bóveda de arista. Las naves tienen en su cabecera tres ábsides semicirculares, el central reconstruido en 1983.

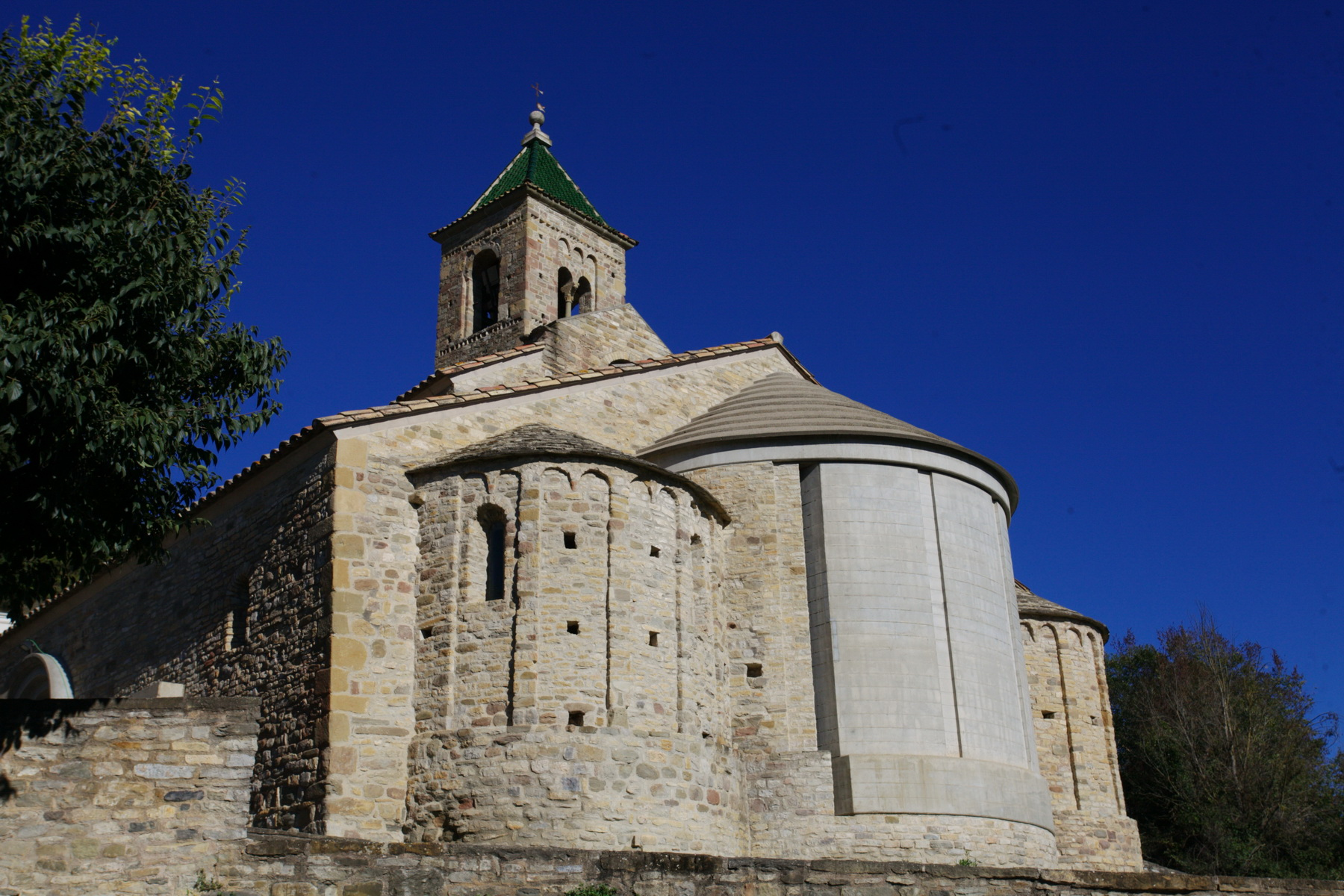
Vista posterior de la iglesia.

En el exterior se aprecian las decoraciones lombardas en las absidiolas, con arcuaciones ciegas divididas por lesenas. El campanario es de torre, de planta cuadrangular y con cuatro pisos. En el tercer piso tiene ventanas de medio punto y en el cuarto son geminadas. Está ornado con dientes de sierra y arcuaciones ciegas en su parte superior.
La antigua puerta es de dos arquivoltas, sostenidas por cuatro columnas y decorada con relieves esculpidos de motivos vegetales entrelazados con pájaros picoteando las hojas. Junto con los capiteles de las columnas, también labrados, está atribuida al taller de Vich-Ripoll.
En el Museo Episcopal de Vich se conserva esta puerta, con dos fragmentos de pintura mural de la absidiola representando un Pantocrátor y la imagen de un santo. Además, también se conserva un soporte de ara de altar, encontrado durante la última restauración.